# 타뇬 해협
타뇬 해협(Tañon Strait)은 필리핀 중부 네그로스섬과 세부섬 사이에 있는 해협으로 북쪽으로 비사얀해, 남쪽으로 민다나오해(보홀해)와 연결되어 있다. 연안의 주요 도시는 더마겟, 톨레도가 있다.

## 개요

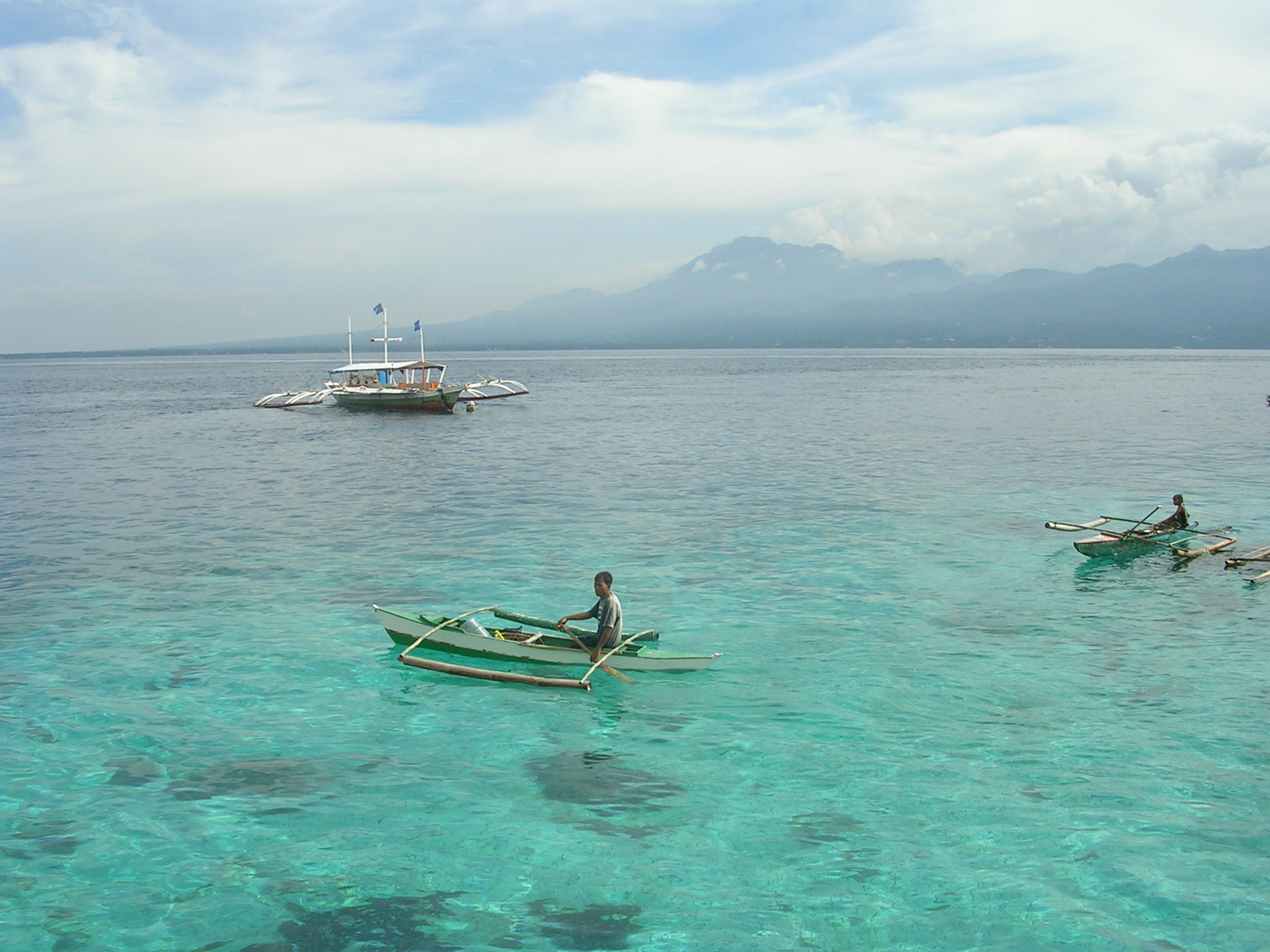
타뇬 해협의 남부와 동네그로스 주의 시불란

2008년 2월 7일, 필리핀 대법원은 보호 수역에서 환경부와 자원부에 판결을 내려 일본 석유 회사(JAPEX)에 유전 개발을 중단하라고 명령을 내렸다. 타뇬 해협에 있는 톱니고래와 돌고래, 참돌고래, 그리고 기타 고래류 등을 보호하기 위한 조치였다.
이 해협은 해양 야생 보존, 배양, 생육 그리고 25개 해양 표유류 중 11 종의 휴식처이다. 대법원은 헌법적 권리로 필리핀 표유류로서 탄원자들에게 인지하도록 요청했다.
타뇬 해협은 고래와 돌고래 감시 지역으로 잘 알려져 있다. 바이스 시의 부두에는 돌고래 생태를 지켜보기 위한 많은 선박이 운행을 한다.